# Iglesia de San Nicolás (Valladolid)
La iglesia de San Nicolás de Bari es un templo parroquial católico situado en el centro de la ciudad de Valladolid, en la provincia homónima de la comunidad de Castilla y León, España.

## Historia

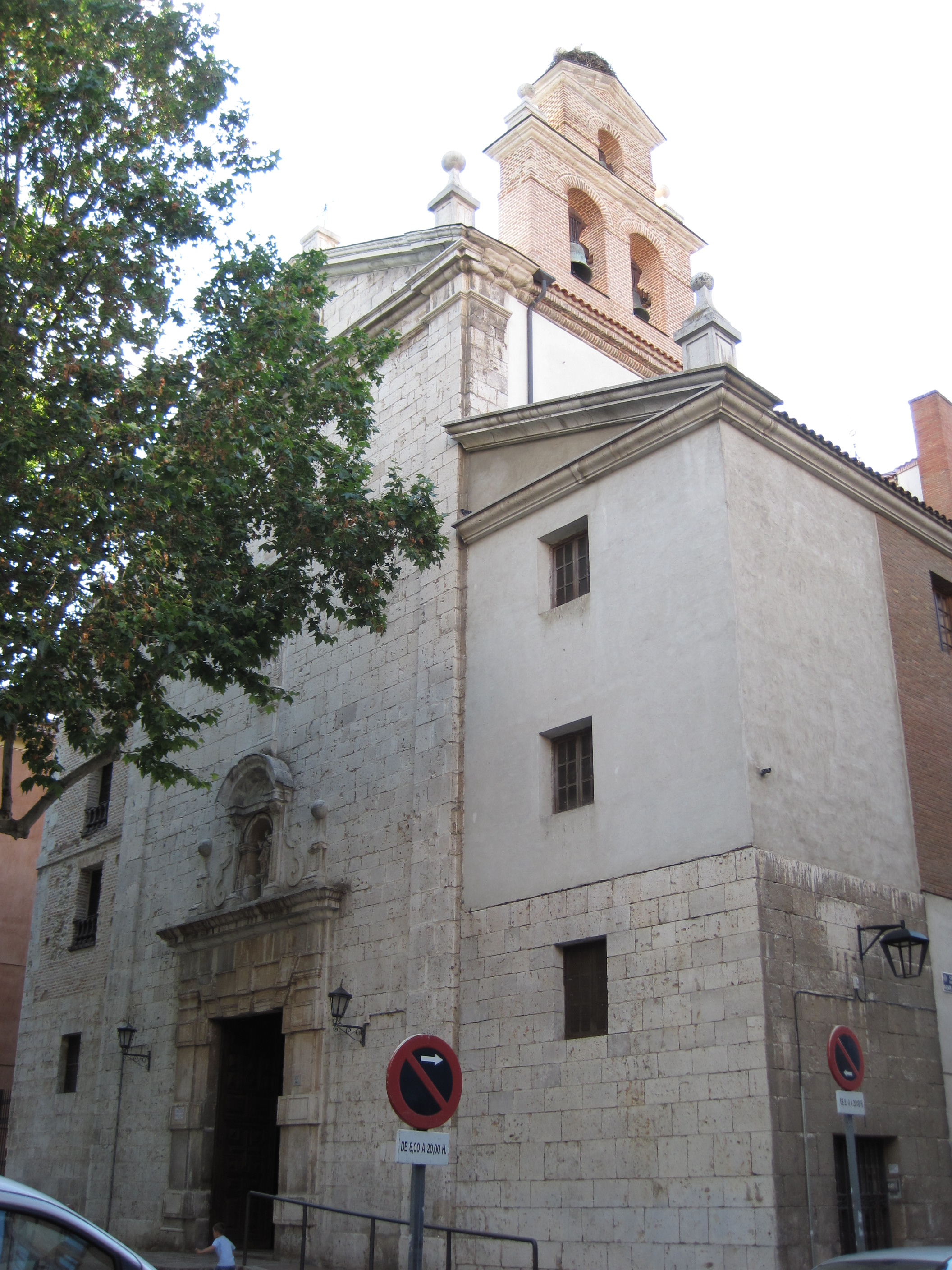
Vista de la iglesia.

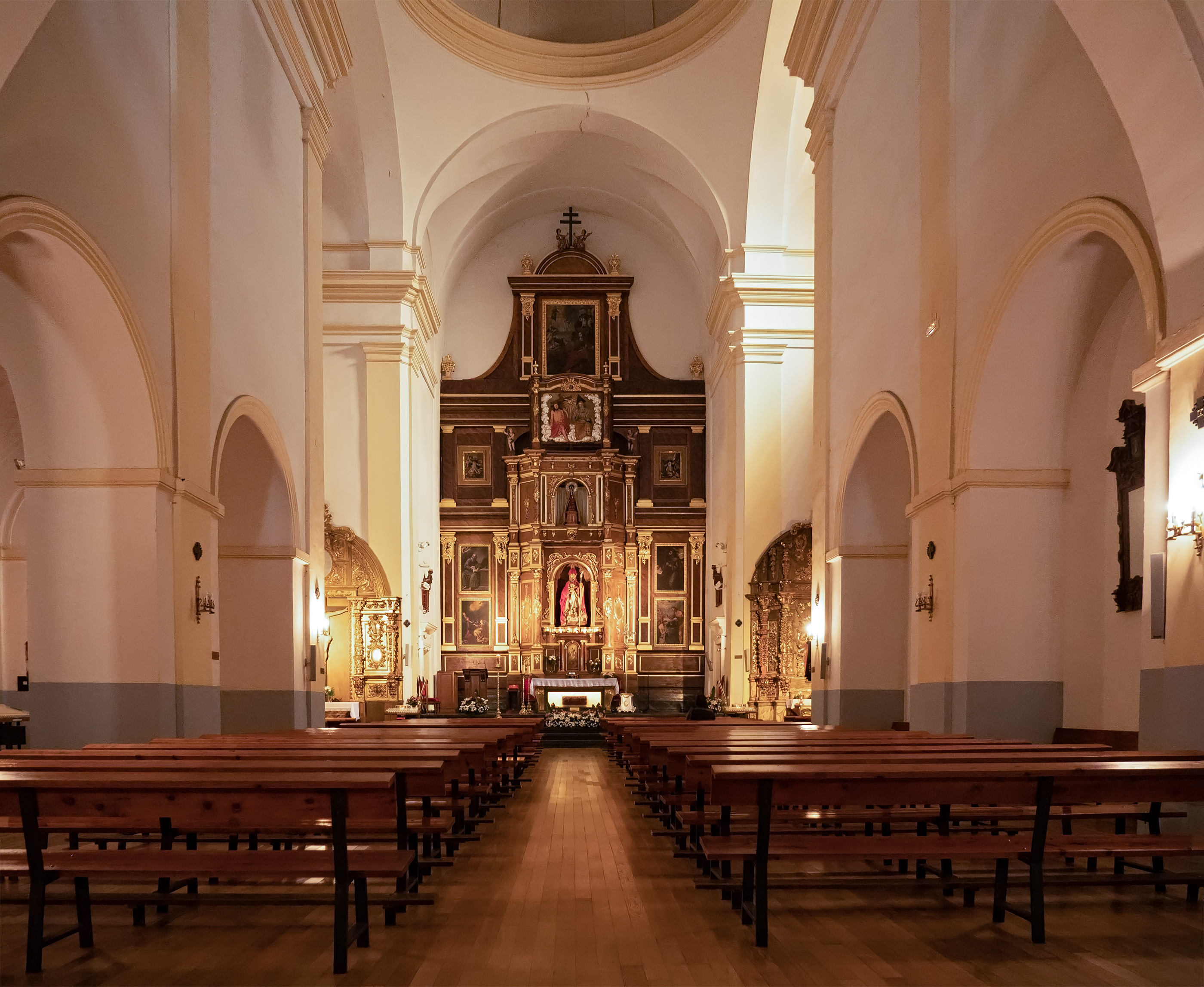
interior de la iglesia.

Existió una primitiva iglesia románica de San Nicolás en el entorno del Puente Mayor (actual plaza de San Nicolás) mandada construir por el conde Pedro Ansúrez. En 1584 Juan de Nates y Pedro de Solórzano diseñaron las trazas del nuevo templo, cuya construcción se demoró hasta 1595. La nueva iglesia constaba de una sola nave, en forma de cruz latina, con capillas a los lados.
En 1591, mientras aún estaba en obras la iglesia, se fundó junto a ella el monasterio de la Concepción por mediación del mayordomo del ayuntamiento de Valladolid Juan de la Moneda y su esposa Juana Sanz de Salcedo. El diseño de este monasterio corrió a cargo de Diego de Praves y en él se establecieron "doncellas nobles sin dote por monjas" que fueron encomendadas a la Orden de San Jerónimo. Esta comunidad monástica comenzó a usar para sus cultos la iglesia de San Nicolás.
Durante la Guerra de la Independencia Española la iglesia y el monasterio se vieron desmantelados y sus restos fueron acondicionados en 1837 como fuerte militar. Es en este momento cuando la parroquia de San Nicolás se trasladó a su emplazamiento actual en la plaza de la Trinidad, ocupando el templo que hasta entonces pertenecía a la Orden de los Trinitarios Descalzos.
La construcción del templo que hoy en día lleva la advocación de San Nicolás se había iniciado ya en 1732 y en 1764 se estaba edificando al lado el convento de los trinitarios descalzos. En ese mismo año se encontraba en Valladolid el arquitecto de la orden, José de la Santísima Trinidad, quien bien pudiera ser el autor de la fachada, fachada que guarda una gran similitud con la de la iglesia de San Juan Bautista de Hervás (Cáceres), antiguo Convento de los Trinitarios en la localidad. Del convento anexo a la presente iglesia de San Nicolás apenas se conservan unas dependencias anexas a la nave del evangelio.

## Descripción
La actual iglesia de San Nicolás de Bari es un templo sencillo realizado en ladrillo y tapial. Su fachada está realizada en piedra de sillería de forma sobria. Su nave principal está cubierta con bóveda de cañón con lunetos y la nave del Evangelio con bóvedas de arista. Ambas naves están separadas por pilares con arcos de medio punto. No cuenta con nave de la epístola ni con una capilla que se encontraba en este lado del crucero, pues ambas fueron derruidas.